# Héctor Armando García Castroman
Héctor Armando García Castroman (Rancagua, Chile, 16 de septiembre de 1946 - Asunción, Paraguay, 26 de enero de 2015) más conocido como “Tito” García, fue un actor, artista y marionetista chileno radicado en Paraguay, país donde desarrolló su actividad como creador de marionetas para la realización de programas infantiles, principalmente. Su “Mundo Fantástico” de marionetas y teatro infantil, así como "Tatetito", sus obras más recordadas.

## Biografía

### Infancia
Héctor Armando García Castroman nació el 16 de setiembre de 1946 en Rancagua, Chile, y fue un espectáculo de títeres que visitó su escuela lo que despertó su pasión por el teatro, según recordó en una entrevista publicada en el año 1997. En dicha ocasión, dijo que al llegar a su casa fabricó sus primeros títeres con medias y trapos. “Si de algo estoy seguro es que nací para actuar”, enfatizó.

### Primeros trabajos
Al terminar el colegio, cursó estudios en el Instituto de Teatro de la Universidad de Chile, donde se presentó en varias obras. Su inicio con las marionetas tuvo lugar aproximadamente en los años 70. En 1975 salió para una gira por Chile y Brasil, con la que finalmente llegaría a Paraguay en 1976. Un ofrecimiento de Ricardo Sánchez, en ese entonces gerente de Canal 9, marcó el inicio de “El mundo fantástico”, el puntapié de su carrera televisiva de la que también formó parte el recordado show “Tatetito”.

### Segunda etapa
Además de las innumerables actuaciones con su “Mundo fantástico”, García tuvo un prolífico paso por las tablas participando en obras como “Cómo llegar a viudas y no morir en el intento”, “Pluto”, “Arsénico y encaje antiguo” y “Esperando la carroza”, entre otras. Igualmente, se desempeñó como docente del Instituto Superior de Bellas Artes (ISBA).

## Obras
- Tatetito
- Mundo fantástico

## Producción
Además de las innumerables actuaciones con su “Mundo fantástico”, García tuvo un prolífico paso por las tablas participando en obras como Cómo llegar a viudas y no morir en el intento, Pluto, Arsénico y encaje antiguo y Esperando la carroza, entre otras. Igualmente, se desempeñó como docente del Instituto Superior de Bellas Artes (ISBA).

## Muerte
El 9 de enero de 2015, Tito garcia sufrió un accidente en su taller de su casa en donde fabricaba sus títeres y botargas ubicada en el barrio Marangatú en la ciudad de Fernando de la Mora Zona Norte, sufrió quemaduras de tercer grado, esto debido a que debió intentar salvar sus títeres y botargas, pero resultó con varias quemaduras en el brazo, por lo que fue auxiliado por los Bomberos Voluntarios. 
Fue internado en el hospital de IPS, pero lastimosamente en la mañana del lunes 26 de enero de 2015, a las 5 de la mañana, Tito Garcia, perdió la vida debido a las quemaduras que resultó mortal.